# 大和警察署 (宮城県)
大和警察署（たいわけいさつしょ）は、宮城県警察が管轄する警察署のひとつである。1887年に吉岡警察署として発足し、1981年に改称した。

## 管轄区域
- 富谷市
- 黒川郡
  - 大和町(学苑(2番2及び2番3)を除く)
  - 大郷町
  - 大衡村

## 所在地
- 宮城県黒川郡大和町吉田字北谷地27番地の1

## 歴史
大和警察署の淵源は、1875年（明治8年）に近代警察を発足させた行政警察規則の施行により、宮城県古川に宮城県警察掛第二出張所（後の古川警察署）が置かれたときにさかのぼる。このとき黒川郡吉岡に古川出張所に属する吉成屯所が置かれた。当時県内には後の警察署に相当する4出張所があり、屯所は合計10あった。翌年に配置変更があって5出張所16屯所になり、吉岡屯所は仙台の第一出張所の下、その五番屯所と称した。その翌年、1877年（明治10年）に呼称の変更があり、番号をやめ、屯所を分署に改称して仙台警察署吉岡分署になった。
1886年（明治19年）8月に一郡一警察署の原則が決定されると、吉岡分署は黒川郡の警察署として吉岡警察署に昇格した。署長は警部の階級を帯びるべきであったが、このときは一時に警察署が増えたため資格者が足りず、初代署長には三浦孝之を署長心得として任命した。翌年には小村直貫警部補が中新田警察署と兼務した。やがて警部が署長に任じられるようになったが、県内では比較的小さな警察署であった。
- 1875年（明治8年） - 古川出張所の下に吉岡屯所が置かれた。
- 1878年（明治9年） - 第一出張所（仙台）の下の五番屯所になった。
- 1885年（明治18年） - 仙台警察署吉岡分署に改称。
- 1887年（明治20年） - 吉岡警察署に昇格。
- 1948年 - 警察法改正により、吉岡地区警察署と改称。
- 1954年 - 新警察法の施行により、吉岡警察署と改称。
- 1981年 - 大和警察署と改称。
- 2015年 - 関東東北豪雨で大和警察署が浸水被害に遭う[5]。

## 定員
- 1884年（明治17年） - 8人[6]
- 1914年（大正3年） - 17人[7]
- 1926年（大正15年）  - 18人[7]
- 1936年（昭和11年）  - 18人[7]

## 内部組織
- 会計課
  - 会計係

- 警務課
  - 警務係
  - 相談係
  - 被害者支援係

- 留置管理課
  - 留置管理係

- 生活安全課
  - 生活安全係
  - 少年・生活安全捜査係

- 地域課
  - 地域係
  - 自動車警ら係

- 刑事課
  - 捜査第一係
  - 捜査第二係
  - 鑑識係

- 交通課
  - 交通指導係
  - 交通事故捜査係

- 警備課
  - 警備係

## 交番

### 富谷市
- 富谷交番 - 富谷市富谷高屋敷50番地1
- 成田交番 - 富谷市成田4丁目28番地17

### 大和町
- 署所在地交番 - 黒川郡大和町吉田字北谷地27-1（大和警察署内）

## 駐在所

### 大和町
- 宮床駐在所 - 黒川郡大和町宮床字中野47番地
- 鶴巣駐在所 - 黒川郡大和町鶴巣北目大崎字塚167番8
- 落合駐在所 - 黒川郡大和町落合相川字若木前60番地
- 吉田駐在所 - 黒川郡大和町吉田字柿木54番地の3

### 大郷町
- 大郷駐在所 - 黒川郡大郷町中村字屋鋪75番地の1
- 田布施駐在所 - 黒川郡大郷町味明字樋場上69番1
- 大松沢駐在所 - 黒川郡大郷町大松沢字堤下43番地

### 大衡村
- 大衡駐在所 - 黒川郡大衡村大衡字枛木はぬき47番地35